# Saraburi
Saraburi (thailändisch เทศบาลเมืองสระบุรี) ist eine Stadt (Thesaban Mueang) im Landkreis (Amphoe) Mueang Saraburi der Provinz Saraburi. Die Provinz Saraburi liegt im Nordosten der Zentralregion von Thailand.

## Geographie
Saraburi liegt – 110 km von Bangkok entfernt – in einer Hügellandschaft im Süden der Zentralregion. Sie ist ein wichtiger Verkehrsknotenpunkt, da einige Züge und Schnellstraßen in den Norden und Nordosten Thailands durch Saraburi führen. Der „Mittraphap-Highway“ beginnt in Saraburi.

## Wirtschaft und Verkehr
Saraburi ist nach Bangkok und Chonburi (Eastern Seaboard) eine wichtige Industrieprovinz.
Bedeutendster Wirtschaftszweig ist die Zementindustrie und der Abbau von Granit und Marmor in den Kalksteinfelsen rund um die Stadt. Außerdem sind in Saraburi große Keramikbetriebe, darunter Royal Porcelain, Villeroy & Boch und Kohler (früher Karat), angesiedelt. Große internationale Unternehmen wie Michelin, Hayes Lemmerz und Günthart haben hier Produktionsstätten.
Saraburi hat einen Bahnhof der Thailändischen Staatsbahn an der Nordostbahn, die Bangkok mit Nong Khai und Ubon Ratchathani verbindet.
Voraussichtlich 2027 wird Saraburi durch den ersten Hochgeschwindigkeitszug in Thailand erschlossen.
Landwirtschaftlich wird das umliegende Land vor allem als Weidegebiet für Kühe und zum Anbau von Sonnenblumen genutzt.

## Geschichte
Der Überlieferung nach wurde Saraburi als Zentrum zur Rekrutierung von Truppen im Jahr 1548 während der Regierungszeit von König Maha Chakrapat von Ayutthaya gegründet.

## Sehenswürdigkeiten
- Buddhistische Tempel:
  - Wat Phra Putthachai (Linker Fuß Buddhas) – buddhistische Tempelanlage (Wat), etwa 5 km südlich der Stadt auf einem Kalkfelsen errichtet.
  - Weitere Tempelanlagen liegen in den Hügeltälern nördlich von Saraburi, darunter auch einige als Tempel genutzte Tropfsteinhöhlen.
- Nationalparks in Thailand:
  - Nationalpark Namtok Samlan – อุทยานแห่งชาติน้ำตกสามหลั่น (früher: Phra Putthachai Nationalpark – อุทยานแห่งชาติพระพุทธฉาย) im Süden des Landkreises Mueang Saraburi

## Persönlichkeiten
- Prakit Deeprom (* 1988), Fußballspieler
- Nitipong Selanon (* 1993), Fußballspieler
- Totchtawan Sripan (* 1971), Fußballspieler und -trainer
- Nattachai Srisuwan (* 1995), Fußballspieler

## Verschiedenes
Luis Weiler wurde 1893 als Sektionsingenieur für den Ausbau der Nordostlinie der Thailändischen Eisenbahn, der so genannten „Koratbahn“ nach Siam einberufen. „Koratbahn“ nennt Weiler die Strecke von Ayutthaya über Saraburi nach Kaeng Khoi und Hinlap, und weiter bis Korat (Nakhon Ratchasima). Seinen ersten Arbeitsplatz in Pak Phriao (ปากเพรียว) erreichte er noch mit dem Boot über den Pa-Sak-Fluss. Pak Phriao ist heute ein Stadtteil im Osten der Stadt Saraburi. Seine Ankunft am 5. März 1893 vermerkt er in seinem Tagebuch so:

„Gegen 1 Uhr erreichten wir die ersten Häuser von Pak Preo, welches sich weit am Flusse hinstreckt. Der Charakter der Ufer hatte sich inzwischen geändert. Sie sind 10 bis 15 m hoch und zum Teil felsig. Hier beginnen die Wasserfälle des Nam Phra Sak. Jedes einzelne Boot muss mit Tauen über die Wasserfälle hinübergezogen werden. Den ersten Wasserfall hatte unser Hausboot auf diese Weise glücklich überwunden. Gleichdarauf geriet es wieder auf Grund und rührte sich nicht von der Stelle. Ich zog Stiefel und Strümpfe aus, krempelte die Hosen auf und watete mit Herrn Low ans Ufer. Wir suchten nun zu Fuss das neu erbaute Sektionshaus in Pak Preo auf, welches wir endlich nach vielem Hin- und Herfragen erreichten. Es war immerhin ein bedeutsamer Moment, als ich das hart am Ufer des Flusses gelegene Bambushaus betrat, welches vermutlich für längere Zeit mein Heim bilden soll. … Eine Stunde später traf das erste Boot vor meiner Station an. So war ich denn nun glücklich wohlbehalten mit meinen sechs Booten in Pak Preo angelangt. Vier und einen halben Tag hatte die Reise von Bangkok gedauert. Noch ein oder zwei Jahre und man fährt mit dem Dampfross in wenigen Stunden von Bangkok nach Pak Preo. Dann ist es aus mit der Romantik, die jetzt hier noch mit solchen Reisen verbunden ist.“

Den Ort Pak Phriao beschreibt er als „Pak Preo“ in seinem Tagebuch:

„Pak Preo, 27. März 1893: Der Ort erstreckt sich einige Kilometer am Fluss entlang und seine Bauart ist von den anderen am Flusse liegenden Dörfern, die ich bisher in Siam kennen gelernt habe, wesentlich verschieden. Die Ufer des Nam Phra Sak sind nämlich hier ungefähr zehn Meter über dem jetzigen niedrigen Wasserstand gelegen und steil abschüssig. Zudem soll die Differenz hier zwischen Hoch- und Niedrigwasser etwa zehn Meter betragen. Man sieht daher hier keine in das Wasser hineingebaute auf Pfählen oder Pontons bzw. Bambusfaschinen erbaute Häuser. Diese liegen vielmehr alle hochwasserfrei am Ufer. Vom Flusse aus sieht man von den Häusern nur wenig, da diese durch die üppige Vegetation grösstenteils verdeckt werden. Wie viele Einwohner das Dorf zählt, habe ich bisher noch nicht erfahren können.“